# République russe
Pour les articles homonymes, voir Russie (homonymie).
Ne doit pas être confondu avec une république de Russie.
14 septembre – 8 novembre 1917
(1 mois et 25 jours)
Entités précédentes :
- Empire russe

Entités suivantes :
- RSFS de Russie
- État russe
- Estonie
- Pologne
- République populaire d'Ukraine
- République populaire biélorusse
- République démocratique moldave
- RDF de Transcaucasie

La République russe (en russe : Российская республика ; en orthographe précédant la réforme de 1917-1918 : Россійская республика) est le nom porté par la Russie, entre la chute de l'Empire russe et la proclamation de la république socialiste fédérative soviétique de Russie, c'est-à-dire entre le 1er septembre 1917 (14 septembre dans le calendrier grégorien) et le 26 octobre 1917 (8 novembre dans le calendrier grégorien).
Cette entité éphémère est dirigée par un gouvernement provisoire installé à Pétrograd depuis l'abdication de Nicolas II le 16 mars 1917 (29 mars dans le calendrier grégorien), et dirigé successivement par le prince Gueorgui Lvov puis par Aleksandr Kerenski. Cette république, unitaire, est renversée par la révolution d'Octobre, qui instaura la république socialiste fédérative soviétique de Russie.

## Histoire
Au début de l'année 1917, éclata la révolution de Février en réaction aux sacrifices demandés à la population et à l'armée de la Russie dans la Première Guerre mondiale. Elle aboutit à l'abdication de l'empereur Nicolas II. Un gouvernement provisoire dirigea alors l'Empire, mais son autorité commença rapidement à s'affaiblir alors que deux institutions rivales entraient en compétition pour le pouvoir : la Douma d'État et le soviet de Petrograd. Selon des témoins oculaires, à Saint-Pétersbourg, la capitale de l'époque, le peuple a accueilli la révolution avec une grande joie, les prisonniers politiques ont commencé à être libérés en masse, les rues ont été jonchées de fleurs, en l'honneur desquelles Konstantin Belmont et Alexander Grechannikov ont créé l'Hymne de la Russie libre.
Soucieux de respecter les engagements avec ses alliés durant le conflit mondial, le gouvernement se refusa à négocier une paix séparée avec l'Allemagne, exaspérant la population et affaiblissant encore sa popularité. L'échec de l'offensive Kerenski en juillet propulsa sur le devant de la scène le général Lavr Kornilov, qui devint généralissime de l'armée et proposa un ensemble de réformes politiques et militaires, connu sous le nom de « programme Kornilov », qui visait à sortir le pays de la crise.
Mais une nouvelle défaite militaire russe dans les pays baltes, qui aboutit à la chute de Riga, mit à mal l'influence de Kornilov qui apprit par l'intermédiaire de Boris Savinkov qu'une insurrection bolcheviste était prévue à Petrograd à la fin du mois d'août 1917. L'affaire Kornilov éclata lorsque le généralissime chargea Krymov, commandant du 3e corps de cavalerie, de réprimer le soulèvement et d'en finir du même coup avec les soviets. Il exigea également le retrait des ministres « incapables » et se mit ainsi en porte à faux vis-à-vis du ministre-président Kerenski. Celui-ci le congédia le 9 septembre.
C'est à la suite de cet épisode que, cinq jours plus tard, la République fut proclamée. Mais l'annonce de ce changement de régime ne permit pas au gouvernement provisoire de regagner en popularité, d'autant qu'il refusait toujours d'entamer des négociations avec l'Allemagne pour désengager la Russie du conflit, alors que les Allemands exigeaient des concessions territoriales importantes en échange d'un armistice.
À la fin du mois d'octobre, alors que les bolchéviques menés par Lénine préparaient la prise du pouvoir, la rupture entre le soviet de Petrograd, dominé par ces derniers, et le gouvernement et la Douma était consommée. Malgré l'organisation d'élections destinées à désigner les membres d'une assemblée constituante, la révolution d'Octobre éclata donc une douzaine de jours plus tard, le 7 novembre (25 octobre du calendrier julien). Un Conseil des commissaires du peuple fut instauré le jour même. Un décret sur la paix fut ratifié par le Congrès des Soviets le lendemain. Le 9 décembre 1917, débutèrent des négociations avec l'Allemagne, qui aboutirent à la signature du traité de Brest-Litovsk trois mois plus tard.
Quant à la Russie, elle n'eut plus de nom officiel durant les quelques mois qui suivirent, puisque le terme de « République russe » disparut avec l'arrivée au pouvoir des bolchéviques, qui instaurèrent la république socialiste fédérative soviétique de Russie le 23 janvier 1918.

## Principales institutions
- Douma d'État de l'Empire russe
- Conseil de la République russe (en)
- Congrès des Soviets
- Gouvernement provisoire
- Directoire (en)

## Territoires

### Territoires autonomes
- Comité spécial de Transcaucasie
- République démocratique moldave
- République populaire ukrainienne
- Gouvernement autonome d'Estonie (en)
- Grand-duché de Finlande

### Territoires occupés
- Royaume de Pologne
- Lituanie
- Courlande

### Territoires indépendants
- Khanat de Boukhara
- Khanat de Khiva
- État de Bouriatie-Mongolie (en)